# Franciaország nőstényfarkasa
A Franciaország nőstényfarkasa Maurice Druon Az elátkozott királyok című regénysorozatának ötödik kötete, mely 1959-ben jelent meg.

## Történet
|  | Alább a cselekmény részletei következnek! |

A könyv prológusában felidézi, hogy V. Fülöp uralkodása sem volt hosszú életű, és ez idő alatt számos csapás érte: meghalt a fia, felesége pedig nem szült több gyermeket, majd a "kis pásztorok" lázadása sújtotta az országot, végül a leprásoknak tulajdonított járvány söpört végig az országon, melybe maga a király is belehalt. Hiába születtek lányai, a saját maga által elfogadtatott törvény alapján ők nem, csak öccse, Károly örökölhette a trónt. Az események ilyen alakulásával megint a reakciós párt, köztük Robert d'Artois jártak jól.
Az eddig Franciaországban játszódó cselekmény most áttevődik Angliába.A cselekmény főhőse Roger Mortimer, Wigmore nyolcadik bárója, akit Edward király elleni lázadása miatt a Tower börtönébe vetettek nagybátyjával együtt. Egy borbély, Ogle segítségével másfél év után kapcsolatba lép a külvilággal, és megszervezi szökését, mely az első alkalom volt a Tower történetében. A sikeres menekülés után egyenesen Artois ba tart, ahol az angol igazságszolgáltatás nem érheti el. Ott összeismerkedik Robert d'Artois-val és Charles de Valois-val. Ők hárman szövetkeznek, hogy valamilyen módon megszabadítsák Izabella királynét férjétől, Eduárdtól. A vállalkozás ürügye pedig az akkor angol kézen lévő Aquitánia és a hozzá kapcsolódó hűbéreskü megtagadása lenne.
A tervben az egyetlen hiba az volt, hogy a gyengekezű Károly király megtagadta Valois-tól Aquitánia kormányzásának jogát. Így aztán kezdetben ennek hiányában indították meg magánhadseregeiket Aquitánia ellen, míg később mégis hozzájutott. Ekkor hangzott fel először a történelem első ágyúlövése nyugaton. A területet elfoglalják, s így már szabad az út Edward felé.
Időközben Bouville meglátogatja XXII. János pápát, akivel való beszélgetése során véletlenül megemlítik Guccio Baglionit. Bouville megrendül, s az audiencia utáni gyónásában elmeséli a pápának a szörnyű titkot, hogy Utószülött János valójában még mindig él. Guccio éppen ezekben a napokban tér vissza Franciaországba, hogy láthassa a fiát. A Cressay fivérek már hajlandóak lennének őt elfogadni húguk férjeként, de erről már szó sincs, sőt Guccio még a kis Giannino-t is magával viszi, kiről továbbra is azt hiszi, hogy az ő fia. Elutaznak Párizsba, ahol még valódi anyjával, Magyarországi Klemencia királynéval is találkozik a gyermek.
Robert és Mortimer megszöktetik Izabella királynét Angliából, s Franciaországba hozzák. Mortimer és a királyné között ekkor kezd szerelem szövődni, még vértestvérséget is fogadnak. Mindazonáltal úgy tűnt, Mortimerre vadásznak, rejtélyes balesetek sokasága történik körülötte. Ráadásul Charles de Valois szélütést kap, ágynak dől, és hosszas szenvedés után meghal. Helyét Robert veszi át a Tanácsban, aki megszervezi az angol király hűségesküjének az időpontját. Helyette azonban fia, a későbbi határozott III. Edward ment el, s most már ő sem tért haza. Edward király dühödten tiltakozott az önkéntes emigráció miatt. A sebtiben összehívott tanácsülésen a levél hatására Károly király utasítja Izabellát, hogy térjen vissza férjéhez. Robert azonban csellel, még az utazás előtt megszökteti őt, és Mortimerre bízza, hogy kerülőúton térjenek haza. Flandria felé mennek, ahol értékes szövetségesekre találnak. A cél most már más: megbuktatni Edward királyt.
Visszatértükkor Edward király távollétében egy tanácsot alakítottak a lázadók, akik a fiatal Edwardot kiáltották ki a királyság fenntartójának és védelmezőjének. Közben a rebellis hadak elfogják a Despensereket, és megalázó módon kivégzik őket. Nem sokkal később elkapják a királyt is, akit Henry Lancaster őrizetére bíznak. Itt elérik lemondását, s így semmi akadálya annak, hogy fiát III. Edward néven megkoronázzák. Izabella régens lesz a király nagykorúságáig, ám helyette Mortimer irányítja az ország ügyeit. Tudja jól, hogy sok Edward-párti úr van az országban, ezért három emberével megszökteti az exkirályt. A három ember: Gournay, Maltravers, és Ogle megalázóan bánnak Edwarddal. Mortimer elhatározza, hogy a lázadás reális veszélye miatt megszabadul tőle egyszer és mindenkorra. Azonban nem szabad, hogy szándékosnak látszódjék a merénylet. Egy püspök segítségével levelet ír a három összeesküvőnek, méghozzá vesszők nélkül, így a szöveg kétértelműen olvasható. Fondorlatos módon, nyom nélkül végeznek Edwarddal, s így senki sem gyanítja, hogy gyilkosság történt.
|  | Itt a vége a cselekmény részletezésének! |

## Magyarul
- Az elátkozott királyok. Történelmi regény, 1-6.; ford. Gyáros Erzsébet; Európa, Bp., 1970–1972 (Századok, emberek)
  - 5. Franciaország nőstényfarkasa; 1972